# James Stansfeld
James Stansfeld (ur. 5 października 1820 w Halifaksie, zm. 17 lutego 1898 w Rotherfield w hrabstwie Sussex) – brytyjski polityk, członek partii radykałów, minister w rządach Williama Ewarta Gladstone’a.
Był synem Jamesa Stansfelda, sędziego sądu hrabstwa. Wykształcenie odebrał na University College w Londynie. W 1849 r. rozpoczął praktykę adwokacką. Związany z kręgami radykalnymi zasiadał w latach 1859–1895 w Izbie Gmin jako reprezentant okręgu Halifax z ramienia radykałów. Był przyjacielem Giuseppe Mazziniego i w swoich wystąpieniach często poruszał kwestię włoską. W 1862 r. towarzyszył Giuseppe Garibaldiemu podczas jego wizyty w Wielkiej Brytanii. W 1863 r. zgłosił projekt uchwały wyrażającej solidarność z powstaniem styczniowym.
Dwa miesiące później został cywilnym lordem Admiralicji. W 1864 r. francuskie władze oskarżyły go o kontakty ze spiskiem przeciwko cesarzowi Napoleonowi III. Na forum Izby Gmin Benjamin Disraeli oskarżył Stansfelda o kontakty z buntownikami całej Europy. W obronie Stansfelda stanęli jego partyjni koledzy, John Bright i William Edward Forster. Poparł go też premier Palmerston. Jednak w Izbie Gmin Stansfeld uzyskał wotum zaufania różnicą 10 głosów i podał się do dymisji.
W 1866 r. został na krótko podsekretarzem stanu w Ministerstwie ds. Indii. Po powrocie Partii Liberalnej do władzy w 1868 r. został młodszym lordem skarbu. W 1869 r. objął stanowisko finansowego sekretarza skarbu. W 1871 r. został ostatnim przewodniczącym Rady Praw Ubogich i pierwszym przewodniczącym Rady Samorządu Lokalnego. Sprawował to stanowisko do 1874 r. i ponownie w 1886 r. Zmarł w 1898 r.